# ذاكري (فتح أباد)
ذاكري (بالفارسية: ذاکری) هي قرية تقع في إيران في Fathabad Rural District. يقدر عدد سكانها بـ 41 نسمة .